# Bomberman Wars
Bomberman Wars (яп. ボンバーマンウォーズ, Bonbāman Wōzu) — покрокова стратегічна рольова відеогра 1998 року в серії Bomberman, випущена для Sega Saturn і PlayStation.

## Сюжет
Головний герой — король Бомбер, який править своїм королівством. Мета гри — завоювати всі частини країни Бомбера. Зрештою, ви битиметеся з головним лиходієм, Баґуларом, та його чотирма поплічниками.

## Ігровий процес
Це одна з перших ігор серії Bomberman, яка відійшла від свого коріння, пов'язаного з партійними іграми, і більше зосередилася на однокористувацькому компоненті. Це покрокова стратегічна рольова гра. У ній є сюжетний режим і режим битви.

## Випуск
Гра була випущена для Sega Saturn і Sony PlayStation 16 квітня 1998 року. Це третя гра серії Bomberman для Sega Saturn і друга для PlayStation. Вона ніколи не виходила за межами Японії. 2016 року для версії для PlayStation був випущений фанатський переклад.

## Огляди
Weekly Famitsu рецензував версію гри для PlayStation, давши їй оцінку 24 бали з 40.
Британський журнал Sega Saturn Magazine оцінив гру в 81 бал зі 100.
Gamespot оцінив гру на 5,8 з 10 балів.